# Тер-Нерсесян, Сирарпи Миграновна
Сирарпи Миграновна Тер-Нерсесян (арм. Սիրարփի Տեր-Ներսեսյան; 5 сентября 1896, Константинополь — 6 июля 1989, Париж) — английский, американский и французский историк и искусствовед. Специалист в области армянского и византийского искусства.
Преподаватель в учебных заведениях Франции, Англии и США (таких как Колледж Уэллсли, Коллеж де Франс и Сорбонна и т.д). Доктор искусствоведения. Профессор исследовательского центра Думбартон-Окс. Член Американской академии средневековья (1945), иностранный член Академии наук Армянской ССР (1966), член Британской академии (1975) и Академии надписей и изящной словесности (1978). Почётный доктор колледжей Вильсона (1948) и Смита (1957). Лауреат ряда международных премий и наград.

## Биография
Сирарпи Тер-Нерсисян родилась 15 сентября 1896 года в Константинополе в богатой армянской семье, где она была самым младшим, из трёх детей. Когда Тер-Нерсисян было 9 лет, умерла её мать Акаби, а когда 18 — умер отец Мигран.
По материнской линии приходилась племянницей учёному армянской церкви и патриарху Магакии Орманяну. Получила хорошее образование, окончив в Константинополе английскую среднюю и церковно-приходскую школу Есаян. Бегло разговаривала на трёх языках: армянском, английском и французском.
В 1915 году, спасаясь от геноцида армян, вместе со своей сестрой Араксией бежала в Европу, сначала обосновавшись в Швейцарии. Здесь Сирарпи Тер-Нерсисян поступила в Женевский университет. После окончания её обучения в 1919 году, семья переехала на постоянное место жительства в Париж. Она поступила в Сорбонну, в школу высших исследований и изучения истории Парижского университета. Училась и работала рядом со знаменитыми византинистами Шарлем Дилем и Габриэлем Милле, а также с историком искусства Анри Фасийоном, помощником которого стала в 1922 году. В 1930 году переехала в США, где начала преподавать в Колледже Уэллсли штата Массачусетс. Читая лекции в колледже, стала полным профессором, а затем председателем Отдела истории искусств и директором Фарнсвортского музея.
Сирарпи Тер-Нерсесян была первой женщиной, читавшей в колледже лекции по искусству Византии, а также награждённой Вазгеном I медалью «Григория Просветителя» (1960). Была первой из женщин, приглашённых читать лекции в Коллеж де Франс. В своё время являлась первой женщиной — полным профессором в центре Думбартон-Окс, и второй женщиной, удостоенной медали английского общества антиквариатов (1970).
До 1978 года работала в Думбартон-Оксе, после чего, выйдя на пенсию, жила с сестрой в Париже. Сирарпи Тер-Нерсесян, имея богатую библиотеку, после выхода на пенсию, пожертвовала её армянскому институту древних рукописей Матенадарану.

## Память
После смерти учёной, в 1988 году, был образован эндаумент-фонд для будущих студентов историков искусства в Армении, а также фонд имени Сирарпи Тер-Нерсесян при Исследовательском центре Армяно-Византийских миниатюр (фр. Institut de Recherche sur les Miniatures Arméno- byzantines).

## Педагогическая деятельность
- 1925—1929 — преподавала в Сорбоннском университете.
- 1930—1946 — преподавала в колледже Уэллсли (Массачусетс, США).
- 1937—1946 — председатель центра искусств Веллесоеского колледжа и инспектор музея Фансворда.
- 1946—1962 — преподавала в Гарвардском университете.
- 1953—1954 — почётный директор научного центра «Думбартон-Окс» Гарвардского университета.
- 1954—1955 и 1961—1962 — директор учебной части Гарвардского университета.
- 1962—1978 — работала в Думбартон-Оксе.

### Звания
- член Национального общества антиквариев Франции
- доктор искусствоведческих наук (1936)
- член Американской академии Средневековья (1945)
- профессор (1946)
- член женской ассоциации университетов США (1948)
- иностранный член АН Армянской ССР (1965)
- член Национальной ассоциации археологов Франции (1971)
- член-корреспондент Британской академии (1975)
- член-корреспондент Академии надписей и художественной литературы Франции(1978)
- почётный доктор колледжа Вильсона (1948)
- почётный доктор колледжа Смита (1957)

#### Медали
- золотая медаль Английского археологического общества (1960)
- медаль «Григория Просветителя» (1960)
- медаль английского общества антиквариатов (1970)

#### Премии
- лауреат премии имени Фулда (1937)
- лауреат премии имени Шлюмбертера (1963)
- лауреат премии имени Анании Ширакаци АН АрмССР (1982)
- лауреат премии Французской академии надписей и художественной литературы

## Работы
Основные труды Сирарпи Тер-Нерсесян посвящены вопросам армянской истории и архитектуре, армянскому и византийскому средневекового искусству, а также армянской миниатюре.

### Книги
- Aght’amar: Church of the Holy Cross. Cambridge, Mass.: Harvard University Press, 1945
- Armenia and the Byzantine Empire: A Brief Study of Armenian Art and Civilization. Cambridge: Harvard University Press, 1945
- Armenian Manuscripts in the Walters Art Gallery. Baltimore: The Trustees, 1973
- Armenian miniatures from Isfahan. Brussels: Les Editeurs d’Art Associés, 1986
- The Armenians. New York: Praeger, 1969
- L’Art arménien. Paris: Art européen. Publications filmées d’art et d’histoire, 1965. (French)
- L’illustration du roman de Barlaam et Joasaph. Paris: de Boccard, 1937. (French)
- Miniature Painting in the Armenian Kingdom of Cilicia from the Twelfth to the Fourteenth Century. Washington D.C.: Dumbarton Oaks Studies, 1993

### Статьи
- «The Armenian Chronicle of the Constable Smpad or of the 'Royal Historian.'» Dumbarton Oaks Papers, Vol. 13, 1959, pp. 141—168
- «An Armenian Gospel of the Fifteenth Century.» The Boston Public Library Quarterly. 1950, pp. 3-20
- «A General View of the Manuscripts of San Lazarro.» Bazmavep. Venice, 1947, pp. 269—272. (Armenian)
- «Pagan and Christian Art in Egypt. An exhibition at the Brooklyn Museum.» The Art Bulletin. Vol. 33, 1941, pp. 165—167
- «Two Miracles of the Virgin in the Poems of Gautier de Coincy.» Dumbarton Oaks Papers, Vol. 41, 1987, pp. 157—163
- «The Kingdom of Cilician Armenia», A History of the Crusades, edited by Kenneth M. Setton, 1969